# 高山市立南小学校
高山市立南小学校 （たかやましりつ みなみしょうがっこう）は、岐阜県高山市にある公立小学校。

## 沿革
高山尋常高等小学校（1873年に煥章学校が開校。現・高山市立東小学校）が男女で授業を分けた後、女子部を独立校として開校したのが始まりである。
- 1904年（明治37年）
  - 4月 - 高山尋常高等小学校で、男女を分離しての授業を開始。
  - 9月 - 高山女子尋常高等小学校[注釈 1]として高山尋常高等小学校から独立し、開校。
- 1931年（昭和6年） - 共学となり、高山南尋常小学校に改称する。
- 1936年（昭和11年）11月1日 - 高山町と大名田町が合併し市制施行。高山市となる。同時に南尋常小学校に改称する。
- 1941年（昭和16年） - 旧大名田村立第二尋常小学校を統合し、南国民学校に改称する。
- 1947年（昭和22年） - 高山市立南小学校に改称する。
- 1988年（昭和63年） - 校区の一部が新設の高山市立花里小学校に移る。
- 2004年（平成16年） - 新校舎（木造一部鉄筋コンクリート造2階建）、及び屋内運動場が完成。
- 2008年（平成20年） - 第11回公共建築賞を受賞[1]。